# Oxydia distichata
Oxydia distichata är en fjärilsart som beskrevs av Achille Guenée 1858. Oxydia distichata ingår i släktet Oxydia och familjen mätare. Inga underarter finns listade i Catalogue of Life.